# Kattekoers 2011
La Kattekoers 2011, settantunesima edizione della corsa, valida come evento dell'UCI Europe Tour 2011 categoria 1.2, si svolse il 13 marzo 2011 su un percorso di 177 km. Fu vinta dal belga Jonas Vangenechten, che terminò la gara in 4h 14' 02" alla media di 42,042 km/h.
Furono 120 i ciclisti che portarono a termine la competizione.

## Ordine d'arrivo (Top 10)
| Pos. | Corridore          | Squadra         | Tempo    |
| ---- | ------------------ | --------------- | -------- |
| 1    | Jonas Vangenechten | Wallonie Brux.  | 4h14'02" |
| 2    | Benjamin Verraes   | Jong Vlaander.  | s.t.     |
| 3    | Frederic Amorison  | Landbouwkrediet | s.t.     |
| 4    | Jelle Wallays      | Topsport Vl.    | s.t.     |
| 5    | Joeri Calleeuw     | BCV Works       | s.t.     |
| 6    | Gaëtan Bille       | Wallonie Brux.  | s.t.     |
| 7    | Tom Goovaerts      | Terra Footware  | s.t.     |
| 8    | Boris Dron         | Lotto-Bodysol   | s.t.     |
| 9    | Pieter Serry       | Topsport Vl.    | s.t.     |
| 10   | Sébastien Delfosse | Landbouwkrediet | s.t.     |